# NGC 1043
NGC 1043 est une galaxie spirale située dans la constellation de la Baleine. NGC 1043 a été découverte par l'astronome américain Lewis Swift en 1886.

## Caractéristiques
Sa vitesse par rapport au fond diffus cosmologique est de 6 673 ± 35 km/s, ce qui correspond à une distance de Hubble de 98,4 ± 6,1 Mpc (∼321 millions d'al).